# Yemenobrium
Yemenobrium is een kevergeslacht uit de familie van de boktorren (Cerambycidae). De wetenschappelijke naam van het geslacht werd voor het eerst geldig gepubliceerd in 2005 door Adlbauer.

## Soorten
Yemenobrium is monotypisch en omvat slechts de volgende soort:
- Yemenobrium velutinum Adlbauer, 2005